# أ. في. ولس
أ. في. ولس هو سياسي أمريكي، ولد في 13 يناير 1856، وتوفي في 11 أغسطس 1918. نشط حزبياً في الحزب الجمهوري. وقد انتخب عضو جمعية ولاية ويسكونسن ‏.